# Meridià 130 a l'oest
El meridià 130 a l'oest de Greenwich és una línia de longitud que s'estén des del pol Nord travessant l'oceà Àrtic, Amèrica del Nord, el Golf de Mèxic, l'oceà Pacífic, l'oceà Antàrtic, i l'Antàrtida fins al pol Sud.
El meridià 130 a l'oest forma un cercle màxim amb el meridià 50 a l'est. Com tots els altres meridians, la seva longitud correspon a una semicircumferència terrestre, uns 20.003,932 km. Al nivell de l'Equador, és a una distància del meridià de Greenwich de 14.471 km.

## De Pol a Pol
Començant en el pol Nord i dirigint-se cap al pol Sud, aquest meridià travessa:
| Coordenades                               | País, territori o mar | Notes |
| ----------------------------------------- | --------------------- | --- |
| 90° 0′ N, 130° 0′ O / 90.000°N,130.000°O  | Oceà Àrtic            | |
| 75° 17′ N, 130° 0′ O / 75.283°N,130.000°O | Mar de Beaufort       | |
| 70° 4′ N, 130° 0′ O / 70.067°N,130.000°O  | Canadà                | Territoris del Nord-oest Yukon— des de 63° 36′ N, 130° 0′ O / 63.600°N,130.000°O Territoris del Nord-oest — des de 63° 21′ N, 130° 0′ O / 63.350°N,130.000°O Yukon — des de 63° 12′ N, 130° 0′ O / 63.200°N,130.000°O Colúmbia Britànica — des de 60° 0′ N, 130° 0′ O / 60.000°N,130.000°O |
| 55° 19′ N, 130° 0′ O / 55.317°N,130.000°O | Estats Units          | Alaska — uns 6 km, la part més oriental de l'estat (al Monument Nacional Misty Fjords) |
| 55° 16′ N, 130° 0′ O / 55.267°N,130.000°O | Canadà                | Colúmbia Britànica — continent, illa Pitt i illa Banks |
| 53° 12′ N, 130° 0′ O / 53.200°N,130.000°O | Oceà Pacífic          | Passa a l'est de Illes Pitcairn (a 25° 4′ S, 130° 5′ O / 25.067°S,130.083°O) |
| 60° 0′ S, 130° 0′ O / 60.000°S,130.000°O  | Oceà Antàrtic         | |
| 74° 19′ S, 130° 0′ O / 74.317°S,130.000°O | Antàrtida             | Territori no reclamat |